# Glenn Smits
Glenn Smits (* 24. Oktober 1990) ist ein niederländischer Tennisspieler.

## Karriere
Smits ist ein Amateurspieler, der 2015 bei den ABN AMRO World Tennis Tournament in Rotterdam an einem ATP-Turnier teilnehmen konnte, nachdem er sich in einem Wettbewerb, dem Supermatch, qualifizierte. An der Seite von Jesse Huta Galung verlor er in der Auftaktrunde gegen Aisam-ul-Haq Qureshi und Nenad Zimonjić mit 1:6, 3:6. Ansonsten nahm Smits nie an Profi-Turnieren teil und platzierte sich nie in der Weltrangliste.